# Condado de Mineral (Nevada)
El condado de Mineral (en inglés: Mineral County) fundado en 1911 es un condado en el estado estadounidense de Nevada. En el 2000 el condado tenía una población de 5.071 habitantes. La sede del condado es Hawthorne.

## Geografía
Según la Oficina del Censo, el condado tiene un área total de 9876 km² (3813,1 mi²), de la cual 148 km² (57,1 mi²) (1,48%) es agua.

## Demografía
Según el censo en 2000, hubo 5.071 personas, 2.197 hogares, y 1.379 familias residiendo en el condado. La densidad poblacional era de 1 km² (0,4 mi²). En el 2000 había 2,866 unidades unifamiliares en una densidad de 3 km² (1,2 mi²). La demografía del condado era de 73,89% blancos, 4,77% afroamericanos, 15.36% amerindios, 0,81% asiáticos, 0,10% isleños del Pacífico, 2,68% de otras razas y 2,39% de dos o más razas. 8,44% de la población era de origen hispano o latino de cualquier raza.
La renta per cápita promedia del condado era de $32 891, y el ingreso promedio para una familia era de $39 477. En 2000 los hombres tenían un ingreso per cápita de $31 929 versus $25 262 para las mujeres. El ingreso per cápita para el condado era de $16 952 y el 15,20% de la población estaba bajo el umbral de pobreza nacional.

## Ciudades y pueblos
- Aurora
- Hawthorne
- Luning
- Mina
- Rawhide
- Schurz
- Walker Lake